# المخراط (الملاجم)

تعديل مصدري - تعديل

المخراط هي إحدى قرى عزلة ال غشام الملاجم بمديرية الملاجم التابعة لمحافظة البيضاء، بلغ تعداد سكانها 100 نسمة حسب تعداد اليمن لعام 2004.